# Muhammad II của Khwarazm
`Ala ad-Din Muhammad II là vị vua của nhà Khwarezm-Shah (Hoa Lạt Tử Mô) ở Ba Tư vào thế kỷ XIII, trị vì từ năm 1200 đến 1220. Ông là một nhà chinh phạt lớn, đã đưa đế quốc của mình lên tới độ hoàng kim. Tuy nhiên, trong những năm cuối triều đại ông, đất nước bị tàn phá trước cuộc tấn công của Mông Cổ.

## Thân thế
Ông là con của Ala ad-Din Takash, vua nhà Khwarezm-Shah (1172 - 1200). Sau khi vua cha Takash mất năm 1200, `Ala ad-Din Muhammad lên kế ngôi, và tiếp tục mở cõi. `Ala ad-Din Muhammad đưa Đế quốc Khwarizm lên tới sự cực thịnh, và dưới triều ông nó trở thành một nhà nước hùng mạnh hơn cả ở Trung Á.

## Các cuộc chinh phạt

### Chiến tranh chống vương triều Ghorid
Ông có tham vọng chiếm xứ Afghanistan từ tay người Ghorid. Dưới sự cai trị của vua Shihab ad-Din Muhammad lừng danh (1163-1206), Đế quốc Ghorid phát động một loạt cuộc xâm lược về phía Đông. Khi `Ala ad-Din Muhammad tấn công họ, người Ghorid đang ở sự cực thịnh.
Trận đánh đầu tiên giữa hai vua Muhammad, ở sông Amu Darya, đã kết thúc với chiến thắng của người Ghorid, và họ tiến về cướp phá vùng đất Khwarizm (1204). Muhammad của Khwarizm cầu cứu vua Khuất Xuất Luật của nước bá chủ Tây Liêu, sau đó Khuất Xuất Luật đã gửi cho ông một đội quân do tướng Tayanku-Taraz và một chư hầu khác của Tây Liêu, Uthman, vua nhà Karakhanid xứ Samarkand chỉ huy. Nhờ đội quân hùng mạnh này, vua Khwarizm đánh bại quân Ghorid ở Hezarasp và đuổi chúng ra khỏi đất nước (1204). Người Tây Liêu truy kích Muhammad của Ghor và đánh hắn một đòn đau ở Andkoi phía tây Bakh (tháng 9 - tháng 10, 1204). Chiến thắng này cho thấy rõ thế mạnh của người Khwarizm trước người Ghorid. Sau khi Muhammad của Ghor qua đòi vào ngày 13 tháng 3 năm 1206, tháng 12 năm đó Ala ad-Din Muhammad chiếm được Herat và Ghor. Năm 1215, vua Khwarezm chiếm được toàn bộ Afghanistan sau khi ông chiếm Ghazni.

### Chiến tranh chống Đế quốc Tây Liêu
Muhammad của Khwarizm chịu ơn vua Khuất Xuất Luật của Tây Liêu về chiến thắng của ông trước quân Ghorid. Nhưng sự biết ơn của ông rất ngắn ngủi: Khi quyền lực của mình đã đạt đến đỉnh cao, ông, là một Hoàng đế Hồi giáo hùng mạnh, cảm thấy không thể chịu nổi khi phải làm chư hầu và nước triều cống cho "những kẻ tà giáo" người Mông Cổ đó. Quốc vương nhà Karakhanid ở Samarkand, Uthman bin Ibrahim (1200-1212), cũng là một chư hầu của Tây Liêu, đồng cảm với Muhammad. Năm 1207, Ala ad-Din Muhammad, có sự thỏa thuận với Uthman, chiếm lấy Bukhara và Samarkand, nơi ông đặt quyền bá chủ của chính mình thay thế vương triều Tây Liêu. Đế quốc Khwarizm đến đây, chiếm giữ toàn bộ Transoxiana. Theo Juvaini, người Tây Liêu phản công bằng việc tiến vào Samarkand, nhưng chủ tướng của họ là Tayanku bị những người Khwarizm bắt làm tù binh trong một trận đánh ở thảo nguyên Ilamish, gần Andizhan ở Fergana, hay ở thảo nguyên Talas (1210).
Ala ad-Din Muhammad chống cự quân Tây Liêu bằng việc cộng tác với vua Samarkand, người đã chuyển lòng trung thành của mình từ đối với vua Kara-Khitai sang vua Khwarezm. Nhưng vào năm 1212, chán nản việc tuân theo những người Khwarizm, Uthman làm loạn. Muhammad kéo quân tới chiếm, cướp bóc Samarkand, và xử tử Uthman năm 1212. Đến đây, thành viên cuối cùng của dòng họ Karakhanid - đã cai trị Turkestan trong vòng hai thế kỷ - bị diệt vong.

### Thời kì huy hoàng
Cuối cùng, năm 1217 Ala ad-Din Muhammad tiến hành khải hoàn trên lưng ngựa xuyên suốt Ba Tư, nơi ông nhận sự thần phục của các vương hầu, hay những thái thú người Turk có quyền độc lập tự chủ ở các tỉnh Ba Tư, như Salghurids tỉnh Fars. Ông tiến xa tới Holwan ở Zagros, ở phạm vị biên giới nhà Abbas ở Iraq 'Arabi. Ở thời điểm hùng mạnh này, Muhammad xưng làm Shah (vua theo tiếng Ba Tư) và mong muốn danh hiệu này của ông được khalip Al-Nasir công nhận. Tuy nhiên, Al-Nasir không chấp nhận và Muhammad phong một quan triều đình Khwarezm làm khalip, phần mình thì kéo quân đến đánh Bagdad nhằm lật đổ Al-Nasir. Quân ông bị đánh bại trong trận giao tranh ở Núi Zagros, nhiều binh sĩ tử vong khiến cho các tướng phải hạ lệnh rút khỏi Bagdad.
Ngay cả lãnh tụ xứ Azerbaijan (Tabriz), một đất nước không nằm trong các cuộc chinh phạt của ông, cũng thần phục và triều cống cho ông.

## Chiến tranh chống Thành Cát Tư Hãn
Sau khi đánh bại vua Khuất Xuất Luật của người Tây Liêu, Đế quốc Mông Cổ hùng mạnh đã có biên giới với Đế quốc Khwarezm. Đại Hãn Mông Cổ là Thành Cát Tư Hãn thấy Khwarezm có điều kiện để trao đổi hàng hóa giữa hai nước, và vua này gửi một đoàn người đi buôn đến để chính thức lập quan hệ thông thương với Khwarezm. Dù vậy, Inalchuq, quan Tổng trấn Otrar của Khwarezm, cho quân tấn công đoàn người đi buôn, và cho rằng bọn họ có ý chống lại vua nhà Khwarezm. Triều đình sau đó khước từ bồi thường những thành viên bị mất của, và thiệt mạng trong đoàn người này. Thành Cát Tư Hãn sau đó gửi một phái bộ sứ thần đến gặp Muhammad tại Samarkand. Ông đã xử tử những sứ người Mông, và trình diện cái đầu bị cạo râu của họ cho đoàn tùy tùng Mông Cổ xem, với ý khinh thường đế quốc lớn mạnh này.
Sau sự kiện này, Thành Cát Tư Hãn đem 200.000 quân vượt sông Jaxartes và cướp phá rất dã man các thành phố Bukhara và Samarkand. Kinh đô Khwarizm là Urgench cũng bị chiếm năm 1221. Cuối cùng Muhammad phải bỏ chạy và cố gắng đến Khorasan trú ẩn, thay vì đầu hàng. Thành Cát Tư Hãn sai hai tướng Mông Cổ là Tốc Bất Đài và Triết Biệt truy kích ông, họ được Thành Cát Tư Hãn giao thời hạn 2 năm và có trong tay 20.000 binh lính. Nhưng, cựu hoàng `Ala ad-Din Muhammad II đã qua đời trong căn bệnh viêm màng phổi ở một hòn đảo trên biển Caspian gần cảng Abaskun vài tuần sau đó.